# Tara Kleinpeter
Tara Kleinpeter (* 9. November 1970 in Nashville, Tennessee als Tara Leslie Sanford) ist eine US-amerikanische Schauspielerin und Filmproduzentin.

## Leben
Kleinpeter wurde als Tochter von Tom und Ginger Sanford geboren. Sie hat einen Bruder. Früh in ihrer Kindheit zog sie mit ihrer Familie nach Florida, wo sie bis zu ihrer Jugend blieb. Anschließend zog die Familie nach Charleston, South Carolina. Heute spricht sie über diese Zeit als für sie persönlich prägende Jahre. Sie begann ein Studium und erhielt einen Bachelor of Science im Fach Biologie am College of Charleston. Während dieser Zeit lernte sie außerdem Dramatischen Kunst. Aufgrund ihrer hohen Interesse an der menschlichen Anatomie und der Funktionsweise des Herzens studierte sie später Perfusion und Echokardiographie an der Medical University of South Carolina.
Nach Abschluss ihrer formalen Ausbildung setzte Kleinpeter ihr Studium in den dramatischen Künsten fort. Sie studierte an der Tulane University und nahm unter anderen Privatunterricht im Howard Fine Acting Studio. Zuletzt lernte sie in den Celtic Studios in Los Angeles. Seit dem 4. Juni 1994 ist sie mit einem Arzt verheiratet. Das Ehepaar hat zwei Töchter. In ihrer Jugend war Kleinpeter erfolgreiche Gymnastin.
Ihre erste Filmrolle hatte sie 2000 in dem Fernsehfilm Sacrifice – Der Sweetwater-Killer. Es folgten anschließend Besetzungen in mehreren Kurz- und Fernsehfilmen wie The Dead Will Tell 2004. 2012 war sie in dem Spielfilm Night Claws von David A. Prior zu sehen. 2013 folgten mit einer Rolle in Tödliche Beute 2 und 2015 in Gnadenlose Rache weitere Rollen in Prior-Produktionen. In den genannten Filmen trat sie außerdem als Filmproduzentin in Erscheinung. Seit 2008 übt sie auch diese Tätigkeit aus. Nach mehreren Kurzfilmen folgte 2011 mit The One Warrior der erste Spielfilm, wo sie für die Produktion zuständig war. Im gleichen Film hatte sie außerdem eine Filmrolle inne.

## Filmografie

### Schauspiel
- 2000: Sacrifice – Der Sweetwater-Killer (Sacrifice) (Fernsehfilm)
- 2002: Local Boys
- 2003: The Exchange: The Further Adventures of Mitchell Roundtree (Kurzfilm)
- 2004: Infidelity (Fernsehfilm)
- 2004: Jordan Superstar (Fernsehfilm)
- 2004: The Dead Will Tell (Fernsehfilm)
- 2008: Hotel Palomar (Kurzfilm)
- 2009: The Chair (Kurzfilm)
- 2010: No Place Like Home (Kurzfilm)
- 2011: Full Count (Kurzfilm)
- 2011: The One Warrior
- 2011: The Saints of Mt. Christopher
- 2011: The Exile
- 2012: Skyhook
- 2012: Night Claws
- 2013: Tödliche Beute 2 (Deadliest Prey)
- 2015: Gnadenlose Rache (Relentless Justice)
- 2016: The Perfect Weapon

### Produzent
- 2008: Hotel Palomar (Kurzfilm)
- 2009: The Chair (Kurzfilm)
- 2010: No Place Like Home (Kurzfilm)
- 2011: Full Count (Kurzfilm)
- 2011: The One Warrior
- 2011: The Saints of Mt. Christopher
- 2012: Night Claws
- 2012: Metamorphosis
- 2013: Tödliche Beute 2 (Deadliest Prey)
- 2015: Hayride 2
- 2015: Gnadenlose Rache (Relentless Justice)